# Paul Bredow
Paul Bredow (31 de octubre de 1903 - diciembre de 1945) fue un sargento de las SS alemán y perpetrador del Holocausto. Sirvió en el campo de exterminio de Treblinka durante la fase de la Operación Reinhard del Holocausto en Polonia.

Bredow era de la Silesia alemana (Silesia). Se trabajó en el Centro de Eutanasia Grafeneck y en el Centro de Eutanasia Hartheim. Llegó a Treblinka junto con Franz Stangl en el primer grupo de las SS alemanas, donde sirvió hasta la primavera de 1943. Bredow era el jefe de la unidad de clasificación de ropa Kommando Rot en el cuartel A en el campo de recepción de la zona 2 del campo, recordado por su enfermedad patológica. crueldad por parte de los supervivientes. En la primavera de 1943 fue trasladado a Sobibor, donde fue puesto a cargo del "Lazarett". Su afición allí era disparar al blanco a judíos con una pistola, cincuenta por día, lo que fue totalmente aprobado por su superior Christian Wirth.
Bredow fue trasladado al campo de concentración de San Sabba en Trieste (Italia) antes de que terminara la guerra. Regresó a Alemania después de la guerra y trabajó durante algunos meses como carpintero junto con su amigo de las SS Karl Frenze en Giessen hasta noviembre de 1945. En diciembre de 1945, Bredow murió en un accidente en Gotinga.